# Niels-Ole Lindberg
Niels-Ole Lindberg (født 1967) tidligere dansk løber, der løb for Århus 1900.

## Personlige Rekorder
- 200 m - 21,51 1990
- 400 m - 46,81 1990
- 800 m - 1.48,2 1993

## Karriere
- Tidligere dansk mester på 400 meter